# Oberndorf bei Salzburg
Oberndorf bei Salzburg – miasto w Austrii, w kraju związkowym Salzburg, w powiecie Salzburg-Umgebung. Liczy 5438 mieszkańców (1 stycznia 2015). 
W 1818 po raz pierwszy na świecie, podczas pasterki w mieście wykonano kolędę Cicha noc. Znajduje się tu kaplica Cichej Nocy.